# Коронация Фридриха III

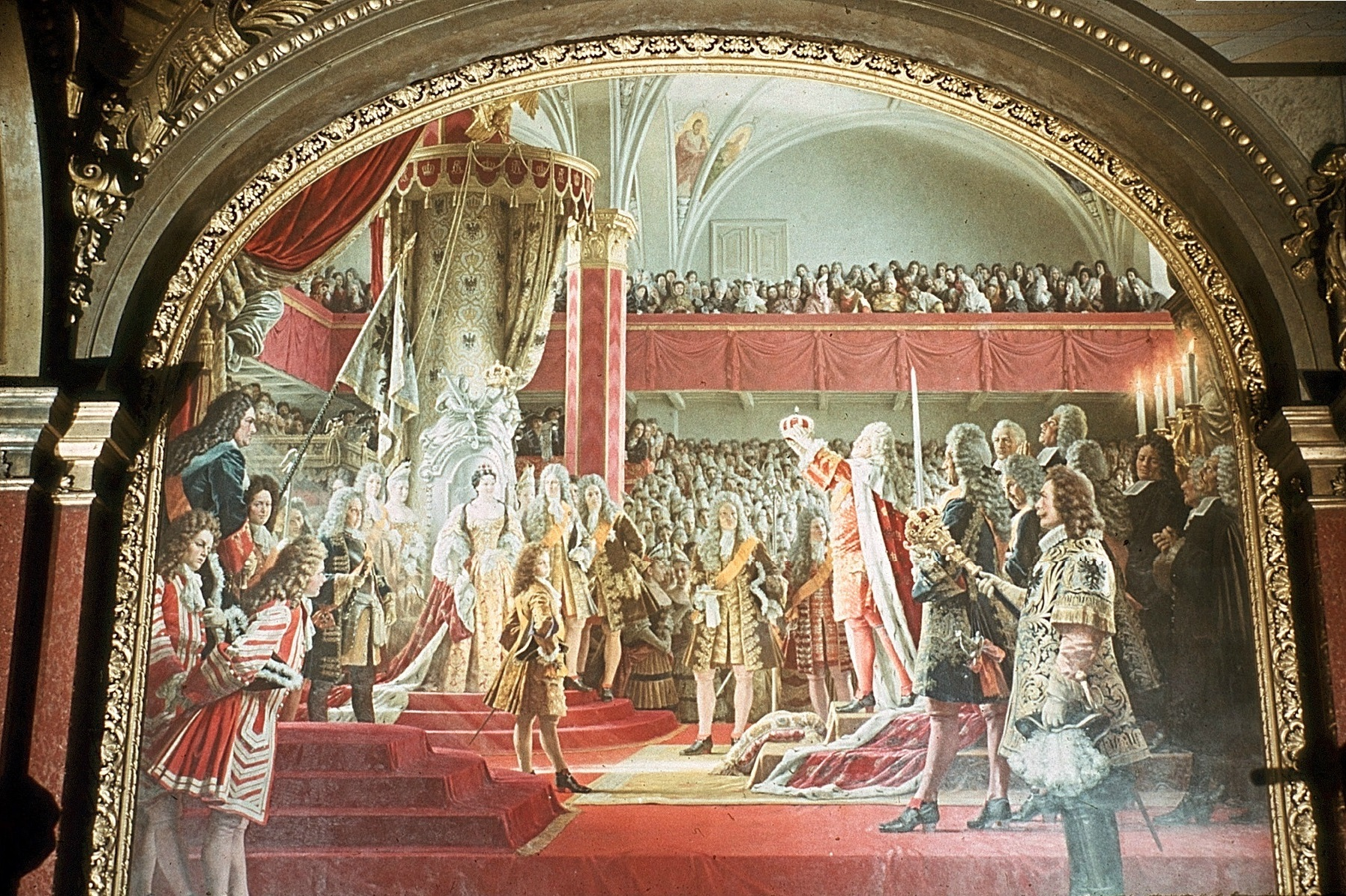
Антон фон Вернер: Коронация Фридриха I. (1887)

Коронация курфюрста Бранденбурга Фридриха III королём Пруссии Фридрихом I состоялась 18 января 1701 года в форме самокоронации в Кенигсберге.
Повышение в ранге позволило курфюрсту Бранденбургскому представлять широко разбросанные территории формирующегося Бранденбургско-прусского государства, которым он правил в личной унии. Королевский титул был связан с герцогством Пруссия, находившимся за пределами Священной Римской империи; в пределах империи королевский титул был зарезервирован за королём Рима (в XVIII в. им был император) и король Богемии.
Решение в пользу Фридриха было принято не в последнюю очередь на фоне грозившей общеевропейской войны в результате вопроса об испанском престолонаследии.
Поскольку Пруссия была разделена в 1466 году на польскую Королевскую Пруссию и герцогство, повышение статуса не повлияло ни на положения Велявско-Быдгощского трактата, ни на юридическое положение короля Польши в королевской Пруссии.

## Предыстория
В конце XVII века стремление к короне не было исключением в Священной Римской империи: курфюрст Саксонии Август Сильный получил королевское достоинство в Речи Посполитой в 1697 году после обращения в католическую веру как Август II. Ганновер в 1692 году стал курфюршеством и, будучи тесно связан с домом Стюартов, курфюрст Ганновера Эрнст Август обеспечил кандидатуру сына на английский престол. Первым примером повышения ранга за пределами империи было обретение английской короны Оранским домом в 1688 г. Все повышения ранга имели общую черту: ни один правитель не должен был отказываться от своих родовых владений и деятельности в империи.
Пфальцские курфюрсты и баварские герцоги из дома Виттельсбахов также стремились расширить свое влияние, продвигаясь в королевские чины. В то же время эти территориальные князья пытались отстаивать свои интересы, опираясь на владения за пределами империи. Во время войны за испанское наследство курфюрст Баварии Максимилиан II пытался отстоять права своего сына Иосифа Фердинанда на испанский трон, но безуспешно.

## Причины
О мотивах Фридриха III много говорили потомки, особенно его внук Фридрих II. Как ставший курфюрстом в 1688 году Фридрих III после смерти отца, столкнулся с угрозой раздела и раздробления земель Гогенцоллернов по прямой воле покойоного. В нарушение действовавшего с 1473 года домашнего закона Гогенцоллернов Dispositio Achillea Бранденбург-Пруссия должна была быть разделена между пятью сыновьями Фридриха Вильгельма. После длительных переговоров и юридических заключений наследнику престола удалось выступить против своих братьев и сестер и сохранить единство страны. Фридрих осознавал, что национальная скрепа для его государства была необходима, чтобы предотвратить будущие разделы и объединить отдельные части страны.
Другой мотивацией было стремление к королевскому достоинству, которому Фридрих пообещал придать дополнительный вес во внешней политике. Длительное и прочное господство династии Габсбургов в империи побуждало курфюрста избегать угрозы потери ранга и власти, повышая свой ранг в области, не принадлежавшей империи. Будучи курфюрстом имперской территории, Фридрих имел бы своим повелителем императора Священной Римской империи, но как король области за пределами империи он был «сам себе господином». Однако при этом курфюрст также отказывался от каких-либо прав в случае новых имперских выборов.
Третьим важным мотивом была церемониальная суть, которая указывала на ранг курфюрста и, следовательно, имела непосредственное политическое значение.
Попытки получить королевскую корону Гогенцоллернов уже были предприняты при Великом курфюрсте, который заставил Лейбница подготовить юридическое заключение по этому вопросу в 1676 году. Однако усилия в основном не увенчались успехом. Только в 1680-х годах французский король Людовик XIV написал ему в письме Andrede mon frère (мой брат), что предназначалось только для коронованных особ.
Спусковым крючком послужил спор на встрече с Вильгельмом Оранским в Гааге в 1691 году, когда герцог Портлендский Генри Бентинк перед встречей с Фридрихом III. указал, что Вильгельм как король первым сядет на кресло за столом, а курфюрст должен будет сесть вторым на простой стул. После протеста Фридриха встреча состоялась стоя.
Ещё одним важным моментом стали мирные переговоры в Рисвике в 1697 году, положившие конец Пфальцской войне. В переговорах власть императора над имперскими князьями, особенно над Бранденбургом, проявлялась особенно сильно. Политика Габсбургов по-прежнему определялась конфессиональной борьбой между католиками и протестантами, им было важно не допустить, чтобы сильная протестантская держава утвердилась на севере империи.
Хотя Фридрих III с самого начала участвовал в обороне империи и поддерживал императора войсками в обороне от турок, сколько-нибудь серьёзное участие в мирном соглашении было ему отказано. Император разрешил курфюрстам направить на переговоры только одного представителя на том основании, что предоставленные на предыдущих мирных переговорах два представителя были актами милосердия, которые не должны стать нормой. Кроме того, требование Бранденбурга о полномочиях французов для заключения мира с Бранденбургом не было выполнено представителями Габсбургов, несмотря на объявление войны Бранденбургом, не удалось получить и непогашенные субсидии.

## Политическое устройство

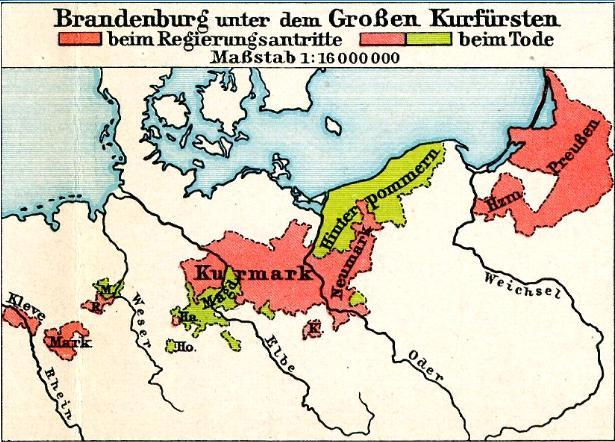
Брандербург и Пруссия в 1688 году.

Владения Фридриха III были разделены на разные области, простиравшиеся от Рейна до Мемеля. Две части страны выделялись своими размерами: Бранденбургское маркграфство и герцогство Пруссия, которое исторически было независимым от империи.
Маркграфство Бранденбург принадлежало Гогенцоллернам с 1415 года. Однако возведение этой важнейшей части страны в королевство мог осуществить только император, его согласие подогрело бы подозрения других курфюрстов и ещё больше снизило бы устойчивость империи, к тому же по тогдашним идеям королевство должно было быть полностью независимым.
Герцогство Пруссия, находившееся во владении бранденбуржских Гогенцоллернов с 1618 г. и ранее входившее в состав государства Тевтонского ордена, благодаря средневековым юридическим документам, таким как Золотая булла Римини (1226 г.) и Золотая булла Риети (1231 г.), не принадлежало к Священной Римской империи. Феодальная зависимость от Королевства Польского, которому земли секуляризованного ордена 1525 г. подчинялись после Второго Торнского мира в 1466 г., окончилась в 1657 г. Велауско-Быдгощским трактатом с польским королем Яном II Казимиром, а в 1660 г. Оливским миром. Таким образом, будучи герцогом в Пруссии, Фридрих III был европейским государем и мог бы подняться до ранга короля без имперского признания.

## Переговоры
В 1691 г. Фридрих III заказал тайным советникам составить экспертное заключение о возможности повышения в ранге. Эбергард фон Данкельман опасался увеличения представительских расходов и неминуемой опасности политической изоляции, если титул не будет признан на международном уровне. Решение тайных советников было единогласно отрицательным, но отсрочка должна быть лишь предварительной, пока не сложится лучшая политическая констелляция. Первая попытка Фридриха по этому вопросу в 1694 году была отклонена Венской тайной конференцией. Успех Фридриха усилил недоверие к курфюрсту при венском дворе. К 1697 году из-за дальнейших споров отношения охладились.
27 июня 1696 года Август Сильный взял на себя обязательство перед парламентом Саксонии признать прусскую королевскую корону в случае необходимости. В конце 1696 года Фридрих заключил тайный договор с баварским курфюрстом, в котором обе стороны заверили друг друга во взаимной поддержке в получении корон, но договор не дал последствий.
Серьёзные усилия по королевскому вопросу возобновились только после того, как в ноябре 1697 года Данкельман был свергнут. Фридрих III в ноябре 1698 г. вторично попросил своих тайных советников дать экспертное заключение, вопрос был оценён более позитивно из-за благоприятного внешнеполитического баланса. Переговоры с ведущими представителями Габсбургов начались в декабре на неформальном уровне. В начале марта 1699 г. переговоры велись на уровне министров по императорскому указу.
3 марта 1700 года император Леопольд I дал первую аудиенцию посланнику Бранденбурга по вопросу о короне. Дальнейшие переговоры между Берлином и Веной шли долго и упорно. С точки зрения Бранденбурга было важно, чтобы королевский титул не присуждался, а признавался: тем самым он исходил от Бога, а не от императора. Позиция других европейских держав была основана на том, что Фридрих никогда не может рассчитывать на признание без согласия императора. Переговоры ускорились, когда было объявлено, что испанский король скоро умрёт.
Условиями Габсбургов для признания прусской королевской короны были:
1. Подтверждение отправки 8 тыс. вспомогательных солдат, которые были обещаны после заключения договора с 1686 по 1706 год, но которые теперь можно было использовать и за пределами империи.
2. Единая субсидия в размере 100 тыс. талеров в год
3. Отказ от всех задолженностей по субсидиям по договору 1686 г.
4. Общая и не имеющая обязательной силы декларация поведения Бранденбург-Пруссии в соответствии с имперской политикой.

Испанский король Карл II умер 1 ноября 1700 года, а это означало, что вспышка серьёзного военного конфликта между Францией и домом Габсбургов была неизбежна из-за спорного вопроса о престолонаследии. Вскоре после того, как около 15 ноября в Вене было получено известие о его смерти, был подписан обновленный союзный договор, закрепивший повышение ранга в королевстве. 24 ноября курьер прибыл в Берлин с коронным договором, которым Фридрих III. ратифицирован 27 ноября. Также 27 ноября посланникам Бранденбурга в Париже, Лондоне, Гааге и Варшаве было дано указание получить согласие отдельных держав. 4 декабря император ратифицировал договор.

## Церемония коронации
После лихорадочных приготовлений правящая чета покинула Берлин с большой свитой 17 декабря 1700 г. и направилась в столицу герцогства Пруссия Кенигсберг. Процессия состояла из 300 карет и 200 человек свиты. Всего к путешествию было готово 30 тыс. упряжных лошадей. 29 декабря процессия прибыла в Кенигсберг, церемония коронации состоялась 18 января 1701 г. в Кенигсбергском замке. Накануне Фридрих III основал Орден Чёрного Орла, члены которого поклялись следовать девизу Фредерика suum cuique. Фридрих посвятил в рыцари членов своего ордена ещё до коронации, что нарушило действующие в Европе традиции.

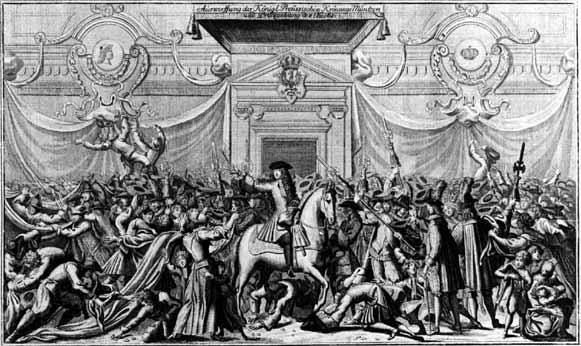
Auswerfung der Krönungsmünzen
Radierung von Johann Georg Wolffgang, 1712

После того, как Фридрих достиг зала для аудиенций (который, вероятно, был в здании Унфридта), он получил корону, подаренную на коленях Обер-камергером Иоганном Казимиром Кольбе фон Вартенбергом, и короновал себя собственноручно. Затем последовало почтение принцев королевского дома, заимствованное из коронации Карла XII. Затем в покоях королевы Фридрих сам короновал её. Последовали поклоны представителей сословий. Король в сопровождении королевы Софии Шарлотты вошел в замковую церковь с пурпуром, короной и скипетром. За ним последовал прусский оберрат, носивший коронационный знак отличия, сделанный в 1700 г. неизвестным берлинским ювелиром. Служба началась с песнопений и проповеди. Затем помазание было совершено придворными капелланами Бернхардом фон Санденом и Бенджамином Урсинусом, которые ранее были назначены епископами на сомнительном законном основании. Фон Санден принадлежал к лютеранству, Урсинус к кальвинистской деноминации. При присутствии обоих епископов учитывалась деноминация кальвинистской королевской семьи и лютеранского большинства населения, и царское достоинство должно было быть представлено как дар от Бога. Затем последовало помазание царицы. Затем присутствовавшее духовенство прошло мимо трона и отдало дань уважения королевской чете. После ещё песен и молитв судебный чиновник объявил всеобщую амнистию. Исключены были богохульники, убийцы, должники и враги государства. Курфюрст Фридрих III теперь называл себя Фридрихом I — королем Пруссии. День закончился коронационной трапезой в Московском зале.
На следующий день после коронации начались аудиенции сословий, которые поздравляли королевскую чету. По её просьбе коронные регалии и драгоценности, а также все королевские регалии были выставлены на всеобщее обозрение в зале для аудиенций под надзором швейцарской гвардии. Меньшие теперь также были допущены в замок, и в течение следующих трех дней в этих комнатах была неслыханная толпа.
Церемонии коронации сопровождались пышными торжествами. В день коронации среди людей были розданы монеты достоинством 6000 талеров (1 талер соответствует стоимости 100 евро в 2008 году), на дворцовой площади народу раздали жареных быков и 4000 литров игристого вина из двух фонтанов. Завершился день великолепным фейерверком. Дальнейшие торжества затянулись на весну. Общая стоимость коронации позже была оценена в шесть миллионов из годового государственного бюджета в четыре миллиона талеров По оценке Кристофера Кларка, коронация была самым дорогим событием во всей бранденбургско-прусской истории...
Сама церемония во многом была разработана самим Фридрихом. Он определил многие детали, такие как коронационные регалии, ритуалы и сам литургию. Королевская корона должна была символизировать всеобъемлющую власть короля, как светскую, так и духовную. Фридриха поддержали многочисленные знатоки интернациональных церемоний. Самым важным был Иоганн фон Бессер как церемониймейстер. Самовенчание и последующее помазание означало притязание на всеобъемлющую власть, подчиненную только Богу.

## Последствия
Повышение в звании считается «самым гордым часом» в жизни Фридриха I и как неизбежный и столь необходимый шаг. Современные комментарии, вроде Готфрида Лейбница, свидетельствовали о далеко идущем значении короны.

### Международная реакция

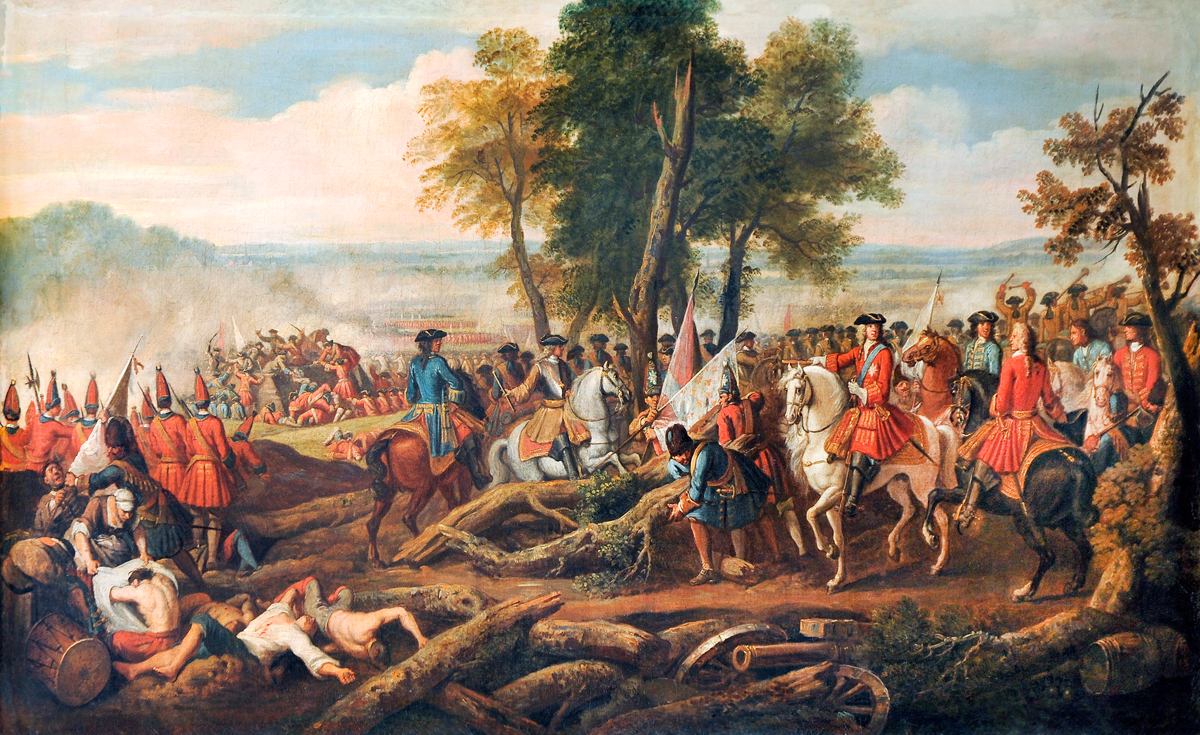
Худ. Луи Лагер. Принц Евгений Савойский и герцог Мальборо, осматривающие французские укрепления при Мальплаке, 1710-е гг. Прусские войска участвовали в сражении.

По договоренности формальное признание короны было осуществлено сначала Августом II в качестве короля Речи Посполитой, но не курфюрста Саксонии, затем императором Священной Римской империи, затем Данией, русским царем Петром I, правителем Нидерландов и Англии Вильгельмом III, Швейцарией и курфюрстами. Французский король Людовик XIV и римскийпапа Климент XI отказались признать титул, как и короли Испании (Филипп V) и Швеции (Карл XII). Особенно протестовали Тевтонский орден, который исторически считал себя хозяином Пруссии, считавшая часть прусских владений по Второму Торуньскому миру своей зоной влияния Речь Посполитая, (признала титул под давлением России в 1764 году) и Папская область (признала в 1787 году). На тот момент Папа только пожаловал «еретическому» прусскому королю титул «маркграфа Бранденбургского», великий магистр Тевтонского Ордена продолжал носить титул «администратор Великого Магистра в Пруссии» до 1834 года.
В долгосрочной перспективе новое королевство обеспечило Гогенцоллернам равный статус с другими европейскими державами. В империи они приобрели господство среди протестантских держав, которое курфюрст Саксонии удерживал до 1697 года. По условиям договора Пруссия была втянута в войну за испанское наследство, в которой на стороне Габсбургов сражался контингент войск прусской армии. Хотя изолированные в то время Габсбурги заручились союзником и, таким образом, ценной военной поддержки в войне за испанское наследство признали коронацию Гогенцоллернов, в долгосрочной перспективе этот шаг был просчётом. Как и опасались, государство превратилось в сильное протестантское княжество, которому предстояло в этом веке сначала поколебать господство Габсбургов в Германии, а в XIX веке — окончательно сломить его. Были также отдельные критические голоса в среде двора Габсбургов. Говорят, что принц Евгений сказал: «Было бы хорошо повесить сторонников этой короны».

### Внутренняя реакция
Внутри страны коронация способствовала государственному единству территорий Гогенцоллернов, географически далеких друг от друга и экономически очень разных. В случае государственных учреждений, органов власти и армии предикат «Королевский прусский» заменил предыдущий «Курбранденбургский». Название «Пруссия» и «прусский» распространились на все районы Бранденбург-Пруссии в течение XVIII в..
С повышением ранга внутренние и внешние требования и ожидания королевского представительства и двора чрезвычайно возросли. Стремясь представить себя равным царственным европейцам, Фридрих I разработал экстравагантный и помпезный стиль барокко, соответствующий его монархии. Хорошо известным примером этого была крещенская встреча с саксонским и датским правителями в 1709 году. Собственных ресурсов государства и субсидий, которые часто поступали медленно и не в полном объёме, было недостаточно для тщательно продуманной инсценировки придворного великолепия в Берлине и Потсдаме, специально для нового строительства Королевского дворца. К 1713 году казна была сильно обременена долгами и пополнялась за счет жестких налоговых мер, при этом ключевую роль играл так называемый кабинет трех графов.

## Память

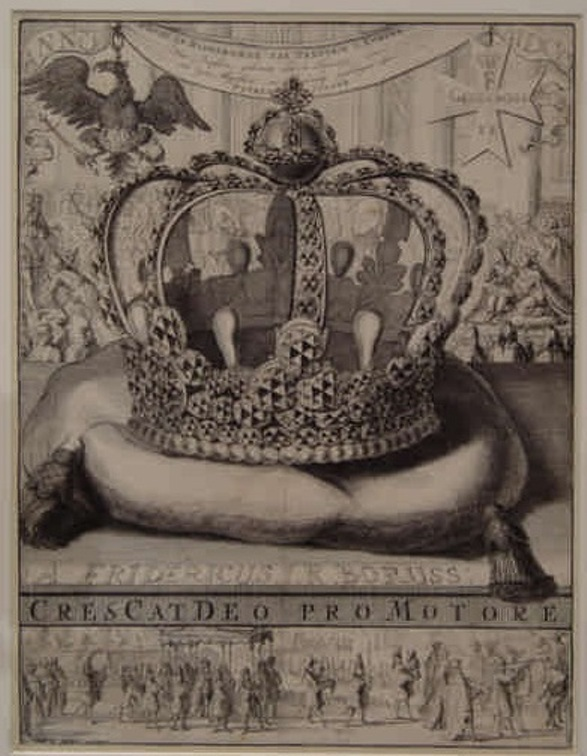
Петер Шенк: Памятная картина к коронации (1703 г.). На подушке корона, на заднем плане король перед представителями страны, прусский орел вверху слева, крест ордена Женеросите вверху справа. Под подписью FRIDERICUS I. R[EX] BORUSS[IAE] латинская хронограмма CRESCAT DEO PROMOTORE («Пусть он растет с Божьей помощью»; 1700 г.), под коронационной процессией. Корона украшена 153 бриллиантами, 2 толстыми камнями и 8 жемчужинами

В отличие от празднования Фридриха I, следующие прусские короли вступили в должность только после вступления на престол вместо дорогостоящей церемониальной коронации. Будучи просвещенным монархом, Фридрих II рассматривал королевскую корону прежде всего как излишний проект, возникший исключительно из потребности его деда в репрезентации. В «Истории моего времени» 1750 года он писал:
Его больше заботил ослепительный блеск, чем польза, которая просто прочна. Он принес в жертву 30 000 подданных в различных войнах императора и союзников, чтобы получить королевскую корону. И он желал ее так страстно только потому, что хотел удовлетворить свою любовь к церемониям и оправдать свою экстравагантную пышность видимостью разума. Он проявлял суверенное великолепие и щедрость. Но какой ценой он купил удовольствие от удовлетворения своих тайных желаний?
Потомки восприняли этот образ в значительной степени и без отражения, но для прусского двора 17/18 января было самым главным праздником. Дата провозглашения короля Пруссии германским императором 18 января 1871 г. символически относилась к королевской коронации 1701 г. и считалась дальнейшим повышением в ранге.
Бранденбург и Берлин восприняли 300-летие коронации как возможность провозгласить 2001 год годом Пруссии. Было проведено более 4600 мероприятиях, в ходе которых более 400 тыс. посетителей ознакомились с прошлым на многочисленных выставках и мероприятиях.
Королевские регалии Пруссии 1701 года, за исключением драгоценных камней и жемчуга на коронах сохранились, с 18 января 1995 года выставляются в Королевском кабинете дворца Шарлоттенбург в Берлине: две рамки короны, скипетр, имперская держава, императорская печать и императорский меч.